# Paula Ioan
Paula Ioan (* 1. April 1945 in Bukarest) ist eine ehemalige rumänische Kunstturnerin.
Sie wurde 1972 Rumänische Meisterin im Pferdsprung. Im selben Jahr nahm sie an den Olympischen Spielen teil. In München wurde sie mit der rumänischen Mannschaft Sechste. Außerdem startete sie im Mehrkampf, am Boden, am Stufenbarren, am Schwebebalken und im Sprung, konnte aber an keinem Einzelgerät das Finale erreichen.
1974 startete Ioan bei den Turn-Weltmeisterschaften in Warna. Die rumänische Turnriege mit Alina Goreac, Anca Grigoraș, Elena Ceampelea, Aurelia Dobre, Paula Ioan und Rodica Sabău verpasste dort nur knapp einen Medaillenplatz und wurde Vierte hinter den Ungarinnen.